# Beira Interior Norte
La Beira Interior Norte es una subregión estadística portuguesa, parte de la Región Centro y del Distrito de Guarda. Limita a norte con el Duero, al este con España, al sur con la Beira Interior Sul y con la Cova da Beira y al oeste con la Sierra de la Estrella y con el Dão-Lafões. Área: 4251 km². Población (2001): 115 326. 
Comprende 9 municipios:
- Almeida
- Celorico da Beira
- Figueira de Castelo Rodrigo
- Guarda
- Manteigas
- Mêda
- Pinhel
- Sabugal
- Trancoso

El principal centro urbano es la ciudad de Guarda.
Otras localidades con estatuto de ciudad son: Meda, Pinhel, Sabugal y Trancoso.
- Datos: Q814838